# Planer
Planer è un singolo dei rapper danesi Gilli e Branco, pubblicato il 15 febbraio 2019 sulle etichette MXIII, Heritage e Disco:wax.

## Tracce
Testi e musiche di Kian Rosenberg Larsson e Branco.
1. Planer – 2:39

## Formazione
- Gilli – voce
- Branco – voce
- Nicki Pooyandeh – basso, tastiera, programmazione, produzione
- Jesper Vivid Vestergaard – mastering, missaggio
- Lasse Joen Sørensen – mastering, missaggio

## Classifiche
| Classifica (2019) | Posizione massima |
| ----------------- | ----------------- |
| Danimarca         | 3                 |